# Emilio Doménech
Emilio Doménech López (Alcoy, Alicante, 22 de agosto de 1990), también conocido en redes con el sobrenombre Nanísimo, es un periodista y youtuber español especializado en política estadounidense y reconocido por su cobertura en español de las elecciones presidenciales de Estados Unidos de 2020 como corresponsal en medios como La Sexta y Newtral. También es creador de contenido en Twitch.

## Biografía
Es licenciado en Ciencias de la Información en Periodismo por la Facultad de Ciencias de la Información (Universidad Complutense de Madrid) (2008-2013), máster en Periodismo por la London School of Journalism (2014-2015) y máster en Ciencias por la Universidad de Boston (2015-2016).
En 2011, mientras estudia la carrera de Periodismo en la Complutense, comienza su carrera profesional con la creación del portal cinematográfico Cinéfagos.es, al frente del cual estaría siete años; al mismo tiempo colabora durante un año con la revista ICON de El País, colabora con Vogue España, Vanity Fair España, Glamour España y GQ España; crea el podcast El juego de Megan, el cual lleva realizando desde 2016 y crea su propio canal de YouTube, con el cual obtendría repercusión años después.
En 2018 ganó una gran repercusión en las redes a raíz de un vídeo en el que analizaba el éxito del tema viral Velaske, yo soi guapa?, tras lo cual fue fichado por el periódico El País durante un año, para llevar la sección semanal "Youtuberland", en la que informaba a través de vídeos cortos sobre diversos temas de actualidad y de política.
En 2019 colaboró con la revista T y fue contratado por Ana Pastor para cubrir las elecciones presidenciales de Estados Unidos de 2020 como corresponsal en Nueva York desde su plataforma de verificación de datos de Newtral, y posteriormente para el mismo fin por el espacio Al rojo vivo de La Sexta bajo la dirección de Antonio García Ferreras, siendo corresponsal de ambos medios durante siete años. A raíz de dicha cobertura alcanza mayor notoriedad tras la noche electoral del 3 de noviembre de 2020, recibiendo una acogida positiva en los medios tanto por su "naturalidad y sencillez" a la hora de informar como por su forma de utilizar las nuevas tecnologías en materia de comunicación, destacándose en particular su uso de la plataforma Twitch, llegando a plantear en periódicos como El Español "la necesidad de los medios tradicionales de abrirse a nuevos formatos". Asimismo, aparte de colaborar con los informativos de La Sexta, durante la celebración de las presidenciales de Estados Unidos colabora con NBCUniversal y desarrolla y coordina un proyecto que cubrió las elecciones de Estados Unidos.
Poco antes de abandonar la ciudad de Nueva York, participó en Valencians al món emitido por la cadena autonómica valenciana À Punt. Tras abandonar Nueva York, sigue colaborando con los informativos de La Sexta y presenta su primer programa, Gabinete de crisis, el cual fue emitido a finales de 2023.
En 2024 lanza el portal informativo WATIF, el cual está enfocado para la Generación Z y Generación Milénica emulando a prensa digital internacional como Semafor, Puck News o 404 Media.

## Polémicas

### Elche
En marzo de 2022, el anuncio de su participación en unas jornadas acogidas por la Universidad Miguel Hernández de Elche, y organizadas por la Asociación de Periodistas de la Provincia de Alicante, se vio envuelto en polémica a raíz de unos tuits ofensivos hacia la ciudad y su población que Doménech publicó con motivo del partido de Primera División Elche C.F.–Real Madrid que se celebró en enero de 2022. En dichos tuits calificó a la Dama de Elche como "un bicho de piedra" y a la ciudad como "la peor" de toda España. Tras la polémica, el periodista pidió perdón por sus tuits, alegando que fue en el contexto del deporte. El alcalde de Elche, Carlos González, se pronunció respecto a la polémica indicando que la situación le parecía "una provocación calculada con la finalidad de obtener notoriedad y generar tráfico en las redes sociales".

### Cristina Fernández de Kirchner
En 2022 recibió críticas por sus tuits sobre el intento de asesinato de la vicepresidenta (y expresidenta) argentina Cristina Fernández de Kirchner. Ante la avalancha de quejas y críticas por parte de sus lectores y otros periodistas borró los tuits y publicó una disculpa retractándose y culpando a sus fuentes originales.